# Deathgarden
Deathgarden était un jeu vidéo de tir à la première personne en multijoueur asymétrique développé et édité par Behaviour Interactive avec un gameplay similaire à un autre des jeux du studio, Dead by Daylight. Il a été initialement lancé sur Steam Early Access à l'été 2018, et a ensuite été relancé sous le nom de Deathgarden: Bloodharvest en 2019. Cependant, la même année, il a cessé son développement et est devenu free-to-play, le jeu n'ayant pas une base de joueurs suffisante. Le 12 août 2020, les serveurs du jeu ont fermé,.

## Trame
Dans l'histoire de la version relancée du jeu, le Bloodharvest est le seul moyen pour les Scavengers de gagner une place dans les rares enclaves qui restent après une apocalypse mondiale.

## Système de jeu
Chaque cartes était générées aléatoirement au début de chaque tour. Les Scavengers devaient capturer des points de contrôle qui leur donnaient une chance de s'échapper, mais ne pouvaient pas tuer le Chasseur, qui était le seul personnage à avoir une arme à feu, était chargé abattre ces derniers. Si le Chasseur tuait tous les Scavengers, il gagnait la partie.

## Développement
Le jeu a souffert d'un développement précoce difficile, la base de joueurs s'asséchant quelques jours seulement après sa sortie en accès anticipé. Plutôt que d'annuler le jeu, les développeurs ont décidé de continuer à développer et de relancer le jeu sous le nom de Deathgarden : Bloodharvest.

## Accueil
Cass Marshall de Polygon avait affirmé que le jeu était un « Hunger Games combiné avec Judge Dredd », louant le concept du jeu, mais critiquant les cartes comme « décevantes » en raison de leur nature générique, et qualifiant les Chasseurs de trop puissants lorsqu'ils étaient joués par des joueurs qualifiés, mais que les Scavengers étaient plus amusant à jouer.